# Vengeance of the Dead
Vengeance of the Dead is een Amerikaanse dramafilm uit 1917 onder regie van Henry King.

## Verhaal
De buitenlandse spion Michael Tcheoff is van plan om de geheime plannen voor een nieuwe onderzeeër te stelen. Hij doet daarvoor een beroep op de Russische ballerina Lilas Velso, die verliefd is op de ingenieur David Royston. Hij geeft de plannen echter aan zijn neef Salwin, die als kapitein werkt voor de geheime dienst.

## Rolverdeling
| Acteur              | Personage   |
| ------------------- | ----------- |
| Henry King          |             |
| Lillian West        | Lilas Velso |
| Philo McCullough    |             |
| Edward Peters       |             |
| Daniel Gilfether    |             |
| Virginia Lee Corbin |             |
| Mollie McConnell    |             |